# 1、2の大心
1、2の大心（いちにのたいしん、1983年11月3日 - ）は、日本のお笑い芸人。お笑いコンビジェットカンフルのメンバーとして活動、ジェットカンフルでの芸名は大心。本名、大城大心（おおしろ たいしん）。
沖縄県糸満市出身。ニュースタッフプロダクション所属。

## 来歴・人物
2002年から2007年まで沖縄の芸能事務所「オリジン」に所属し、やーすーとのお笑いコンビ『太陽コンパス』メンバーとして活動。太陽コンパス解散後、1、2の大心として芸能活動を続ける。オリジン退団後2008年に上京、2008年9月28日に三木奮（みき ふるう、WCS4期生､現・漫才少爺）とコンビ『三木大城』を結成するも、同年10月17日に解散。この後ニュースタッフエージェンシー所属となる。
数多くのギャグを持ち、自身のブログでも1日1ネタのギャグをアップしている。ギャグネタは「フルッフー」で始まり、50音ギャグ、アルファベットギャグを使いこなす。ライブのエンディング等ではお客さんから好きな50音、アルファベットをもらい、瞬時にギャグを繰り出すのを得意とする。ピン芸人時代は、衣装は前面に大きく「ギャグマシーン 1、2の大心」と書かれたシャツを着ていることが多かった。
R-1ぐらんぷり2009 1回戦敗退。
2010年3月に、太陽コンパス時代の相方だったやーすーとコンビを再結成、『スパプリ』のメンバーとして活動。なお、スパプリ結成後も引き続きニュースタッフプロダクションに所属。2011年7月頃スパプリは解散、2012年6月から吉田一人とのコンビ『ジェットカンフル』のメンバーとして活動するも、2018年7月に解散。解散後はピン芸人「1、2の大心」名義で活動。

## ネタ
- 50音ギャグ
- 濁音ギャグ
- アルファベットギャグ
- メッセージ性のあるギャグ
- スポーツギャグ
- その他のギャグ

## 出演

### テレビ
- 沖縄オバァ烈伝 - 金城清 役
よみうりテレビ（2005年10月6日 - 12月22日）
琉球放送（2006年2月10日 - 5月）
- おはスタ（テレビ東京、2013年10月14日）『ひなこ姫を起こせ!』に出演

### インターネット動画
- 週刊!NIPPONちびっこランド（フジテレビ無料動画サイト「見参楽（みさんが！）」）コーナー出演

### ラジオ
- ブルーバグ （エフエム沖縄）
- 笑ってE-じゃん! （アール・エフ・ラジオ日本）

### ライブ
- 喜笑転結（オリジンお笑いライブ）
- 「ニュースタッフライブ」及び「ニュースタッフJr.ライブ」 (ニュースタッフプロダクション事務所ライブ)
- TEPPEN（第3代 ピン・チャンピオンのタイトルあり）
他